# Anders Holm
Anders Holm est un acteur, scénariste et producteur américain né le 29 mai 1981 à Evanston en Illinois.

## Filmographie

### Acteur

#### Cinéma
- 2014 : Nos pires voisins : un des mecs du Beer Pong
- 2014 : Top Five : Brad
- 2014 : Inherent Vice : un officier du LAPD
- 2014 : L'Interview qui tue ! : Jake
- 2015 : Unexpected : John
- 2015 : Le Nouveau Stagiaire : Matt
- 2016 : Célibataire, mode d'emploi : Tom
- 2016 : Sausage Party : Troy
- 2017 : Kuso : un enseignant
- 2017 : A Happening of Monumental Proportions : M. McRow
- 2018 : Game Over, Man! : Darren
- 2023 : Mon père et moi (About My Father) de Laura Terruso : Lucky Collins

#### Télévision
- 2006 : Mail Order Comedy : plusieurs personnages
- 2006-2008 : Crossbows and Mustaches : Bruce Romaine (10 épisodes)
- 2008 : Special Delivery : Anders
- 2008 : The Dude's House : Anders (3 épisodes)
- 2008 : 5th Year : Ders (5 épisodes)
- 2011 : Traffic Light : Howard (1 épisode)
- 2011-2017 : Workaholics : Anders Holmvik (86 épisodes)
- 2012 : Key and Peele (1 épisode)
- 2012 : The One 'N Done : Steven (1 épisode)
- 2013 : Modern Family : Zack (1 épisode)
- 2013 : Arrested Development : Superviseur Spoon (1 épisode)
- 2013 : High School USA! : Garrett Philanders (1 épisode)
- 2013-2016 : The Mindy Project ! Casey Peerson (13 épisodes)
- 2014 : How I Met Your Dad : Gavin
- 2014 : Tom Green Live (1 épisode)
- 2014 : American Dad! : Eric (1 épisode)
- 2015 : Lucas Bros Moving Co (1 épisode)
- 2015 : Brooklyn Nine-Nine : Les suédois  (saison 3 épisode 9)  ; Soren
- 2017 : Les Griffin (1 épisode)
- 2017 : Champions : Vince (10 épisodes)
- 2018 : Happy Together : Let's Work It Out  (saison 1 épisode 3)  : Antoine
- 2019 : Unbreakable Kimmy Schmidt : La porte du destin  (saison 4 épisode 9)  : Bryan Pigslinger
- 2022 : Inventing Anna : Jack
- 2023 : Monarch: Legacy of Monsters : William « Bill » Randa

### Scénariste
- 2006 : Mail Order Comedy
- 2006-2008 : Crossbows and Mustaches (10 épisodes)
- 2007 : Online Nation (1 épisode)
- 2008 : The Dude's House (3 épisodes)
- 2011-2017 : Workaholics (86 épisodes)
- 2018 : Game Over, Man!

### Producteur
- 2006 : Mail Order Comedy
- 2006-2008 : Crossbows and Mustaches (10 épisodes)
- 2008 : The Dude's House (3 épisodes)
- 2011-2017 : Workaholics (63 épisodes)
- 2018 : Game Over, Man!